# Хинфелд
Хинфелд (њем. Hünfeld) општина је у њемачкој савезној држави Хесен. Једно је од 23 општинска средишта округа Фулда. Према процјени из 2010. у општини је живјело 16.091 становника. Посједује регионалну шифру (AGS) 6631015.

## Географски и демографски подаци
Хинфелд се налази у савезној држави Хесен у округу Фулда. Општина се налази на надморској висини од 261 метра. Површина општине износи 119,8 km². У самом мјесту је, према процјени из 2010. године, живјело 16.091 становника. Просјечна густина становништва износи 134 становника/km².

## Међународна сарадња
| Мјесто  | Држава    | Врста сарадње | Од    |
| ------- | --------- | ------------- | ----- |
| Прошков | Пољска    | партнерство   | 1997. |
|         | Француска | партнерство   | 1968. |
| Извор   |           |               |       |